# Aulx-lès-Cromary
Aulx-lès-Cromary là một xã thuộc tỉnh Haute-Saône trong vùng Franche-Comté phía đông nước Pháp.